# Шлюб на зло
«Шлюб на зло» (англ. Spite Marriage) — американська кінокомедія Едварда Седжвіка та Бастера Кітона 1929 року.

## Сюжет
Елмер дуже бідний і працює в хімчистці. Він шалено любить зірку сцени Трілбі Дрю. На кожен її виступ він одягає чужий смокінг і мчить в театр. Коли партнер Трілбі по спектаклю одружується, вона в помсту бере шлюб з Елмером, припускаючи, що Елмер — мільйонер. Але вона все ще любить свого партнера.

## У ролях
- Бастер Кітон — Елмер
- Дороті Себастіан — Трілбі Дрю
- Едвард Ерл — Лайнел Белмор
- Лейла Гаямс — Етіл Норкрос
- Вільям Бехтель — Нуссбаум
- Джек Байрон — Скарзі
- Рей Кук — посильний